# Abadía de Muckross

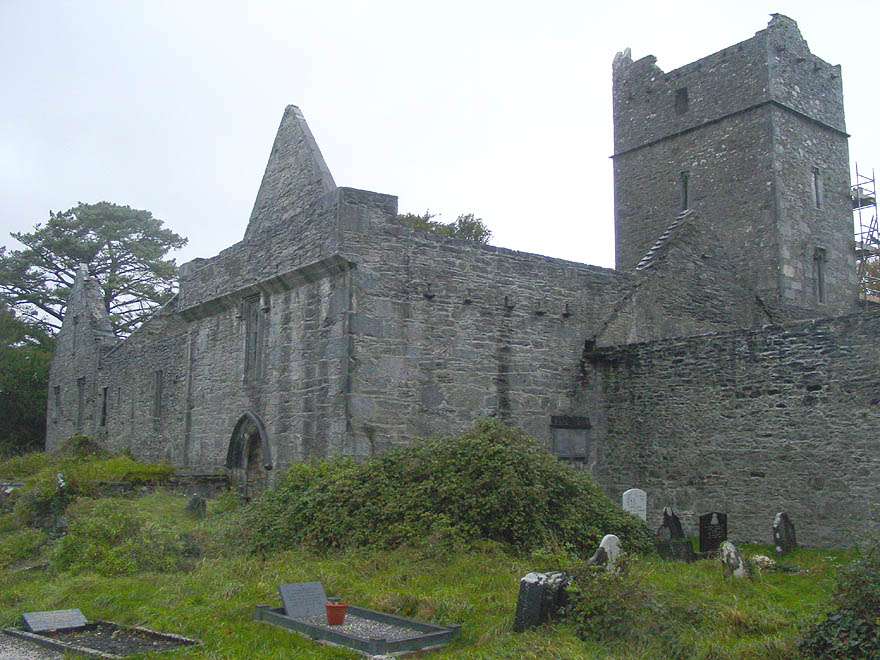
Abadía de Muckross.

La abadía de Muckross es uno de los mayores lugares eclesiásticos del Parque nacional de Killarney. Se fundó en 1448 como un monasterio franciscano para los franciscanos de la Observancia por Donal McCarthy Mor.
Tuvo una historia violenta, y ha sido dañada y reconstruida en numerables ocasiones. Los frailes eran a menudo perseguidos y asaltados por grupos de pillaje. Hoy en día, la abadía se encuentra sin techo en su mayor parte, aunque si no tenemos esto en cuenta, en general se halla en bastante buen estado de conservación. Su característica más destacada es un patio central con un claustro abovedado que actualmente rodea a un gran tejo.

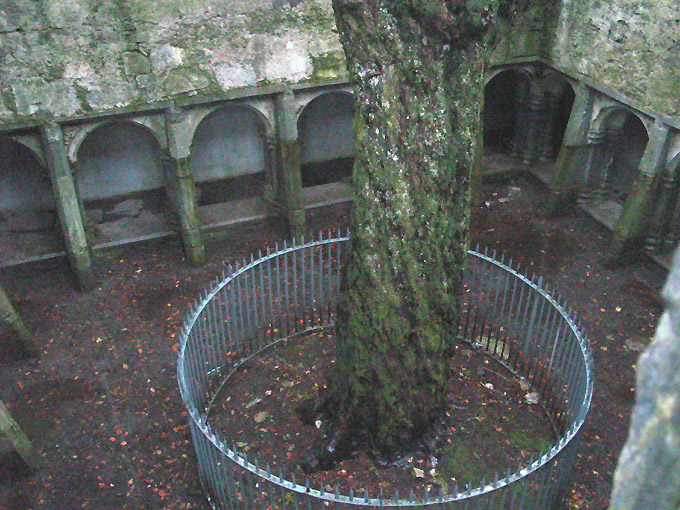
El patio enclaustrado de la abadía de Muckross.

En los siglos XVII y XVIII se convirtió en lugar de entierro para algunos poetas destacados del Condado de Kerry, como O'Donoghue, O'Rathaille y O'Suilleabhain.
- Datos: Q1758442
- Multimedia: Muckross Abbey / Q1758442